# Hereditair 'non-polyposis'-colorectaal carcinoom
Het hereditair 'non-polyposis'-colorectaal carcinoom (HNPCC) of het syndroom van Lynch is een erfelijke vorm van kanker. Het betreft voornamelijk kanker van de dikke darm en het rectum. Ongeveer drie procent van alle gevallen van dikkedarmkanker wordt door HNPCC veroorzaakt.
Vrouwen met HNPCC hebben ook een verhoogde kans op het krijgen van baarmoederkanker en eierstokkanker.

Afhankelijk van het afwijkende gen (MLH1, MSH2, MSH6, PMS2m EPCAM of TACSTD1) ziet men ook kanker aan de alvleesklier, de dunne darm, de maag, talgklier (het zogenaamde Muir-Torre syndroom) en de urinewegen tussen de nieren, bijnieren en de blaas.

## Epidemiologie
In Nederland zijn er 8.000 nieuwe gevallen van dikkedarmkanker per jaar. 3 tot 10 procent daarvan komt door HNPCC, wat neerkomt op jaarlijks 240 tot 800 patiënten.